# Філіппінський рогодзьоб
Філіппінський рогодзьоб (Sarcophanops) — рід горобцеподібних птахів родини рогодзьобових (Eurylaimidae). Включає два види.

## Поширення
Обидва види роду — ендеміки Філіппін.

## Опис
Від інших рогодзьобів відрізняється наявністю м'ясистого періокулярного нароста (карункула) блакитного кольору.

## Види
- Рогодзьоб самарійський (Sarcophanops samarensis)
- Рогодзьоб філіпінський (Sarcophanops steerii)